# グランド郡 (コロラド州)
グランド郡（英: Grand County）は、アメリカ合衆国コロラド州の中央部北に位置する郡である。2010年国勢調査での人口は14,843人であり、2000年の12,442人から19.3％増加した。コロラド州で21番目に人口の多い郡である。郡庁所在地はホットサルファースプリングス（人口663人）であり、同郡で人口最大の町はグランビー（人口1,864人）である。

## 歴史
グランド郡は1874年2月2日にサミット郡から分離して創設され、当時は現在のモファット郡とラウト郡となった西と北の地域も含んでいた。郡名は郡内に水源があるグランド川（コロラド川の古名）とグランド湖に因んで名付けられた。1877年1月29日、ラウト郡が創設されて、現在の西側の境界が確定した。ノースパークで貴金属が発見されたとき、グランド郡はその地域を郡内にあるものと主張したが、ラリマー郡も同様な主張をしていた。1886年にコロラド州最高裁判所の判決が出て、ノースパークはラリマー郡に属するものとされ、グランド郡の北側境界が確定した。

## 地理
アメリカ合衆国国勢調査局に拠れば、郡域全面積は1,869.60平方マイル (4,842.2 km2)であり、このうち陸地は1,846.67平方マイル (4,782.9 km2)、水域は22.93平方マイル (59.4 km2)で水域率は1.23％である。

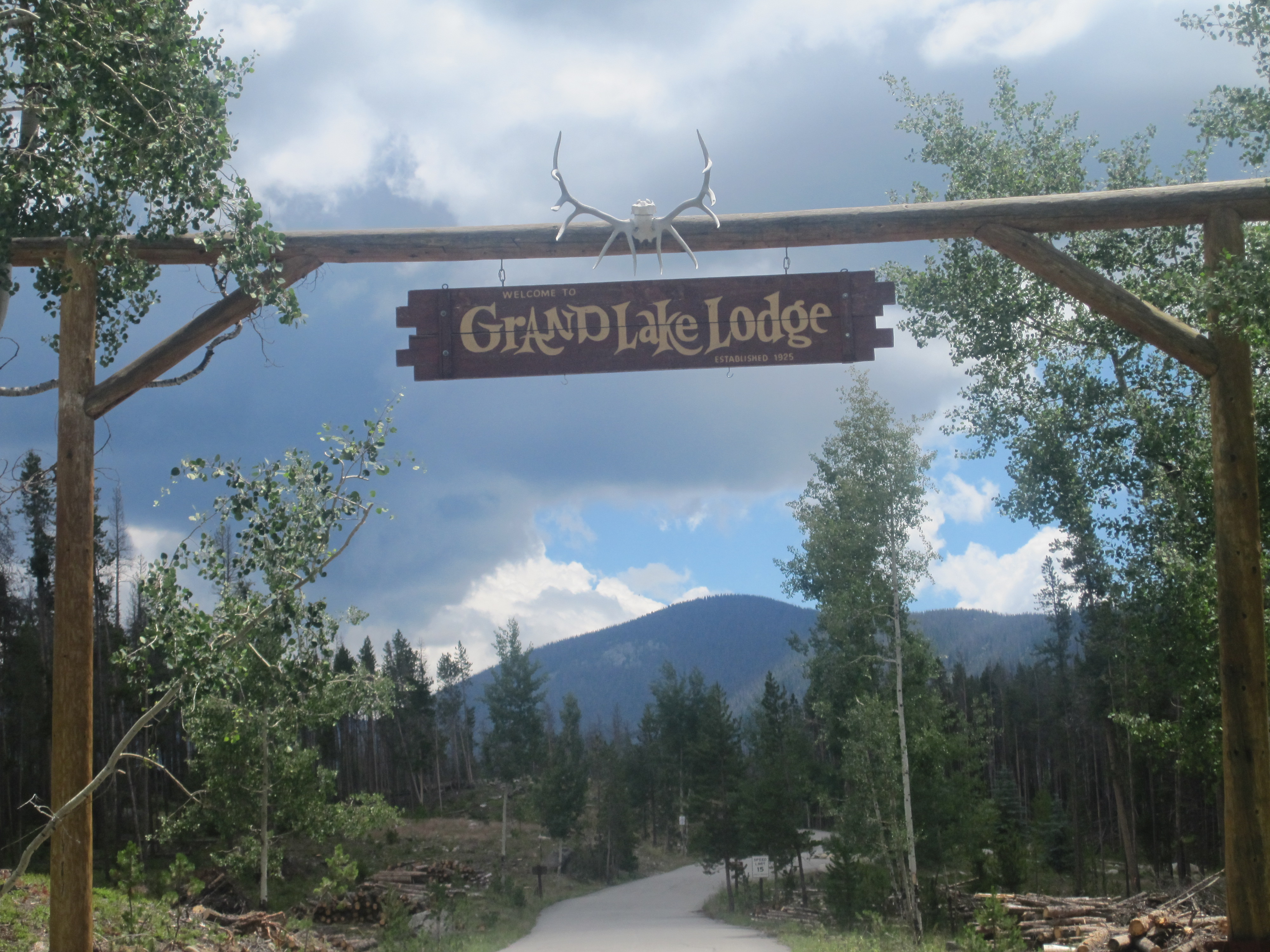
グランド湖ロッジ入口

### 隣接する郡
- ラリマー郡 - 北東
- ギルピン郡 - 東
- ボルダー郡 - 東
- クリアクリーク郡 - 南東
- サミット郡 - 南
- イーグル郡 - 南西
- ラウト郡 - 北西
- ジャクソン郡 - 北

## 人口動態

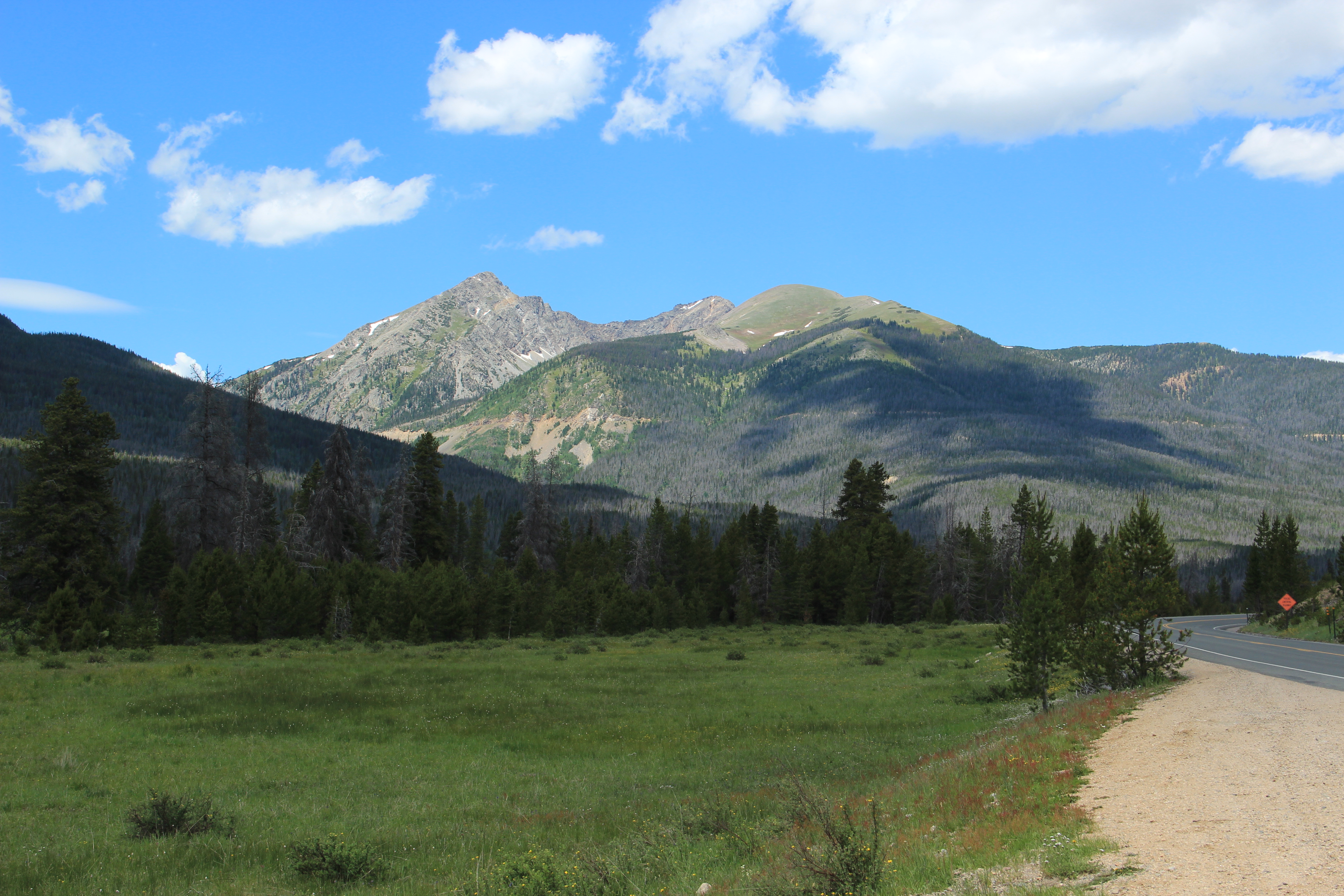
ベーカー山

以下は2000年国勢調査による人口統計データである。
| 基礎データ - 人口: 12,442人 - 世帯数: 5,075 世帯 - 家族数: 3,217 家族 - 人口密度: 3人/km2（7人/mi2） - 住居数: 10,894軒 - 住居密度: 2軒/km2（6軒/mi2） 人種別人口構成 - 白人: 95.15% - アフリカン・アメリカン: 0.48% - ネイティブ・アメリカン: 0.43% - アジア人: 0.68% - 太平洋諸島系: 0.10% - その他の人種: 2.00% - 混血: 1.15% - ヒスパニック・ラテン系: 4.36% 先祖による構成 - ドイツ系：23.8％ - アイルランド系：12.6％ - イギリス系：10.0％ - アメリカ人：7.3％ 年齢別人口構成 - 18歳未満: 21.8% - 18-24歳: 9.0% - 25-44歳: 34.7% - 45-64歳: 26.8% - 65歳以上: 7.8% - 年齢の中央値: 37歳 - 性比（女性100人あたり男性の人口） - 総人口: 112.7 - 18歳以上: 115.7 | 世帯と家族（対世帯数） - 18歳未満の子供がいる: 28.1% - 結婚・同居している夫婦: 54.7% - 未婚・離婚・死別女性が世帯主: 5.2% - 非家族世帯: 36.6% - 単身世帯: 24.8% - 65歳以上の老人1人暮らし: 4.8% - 平均構成人数 - 世帯: 2.37人 - 家族: 2.85人 収入と家計 - 収入の中央値 - 世帯: 47,759米ドル - 家族: 55,217米ドル - 性別 - 男性: 34,861米ドル - 女性: 26,445米ドル - 人口1人あたり収入: 25,198米ドル - 貧困線以下 - 対人口: 7.3% - 対家族数: 5.4% - 18歳未満: 7.9% - 65歳以上: 6.1% |

## 都市と町
- グランビー

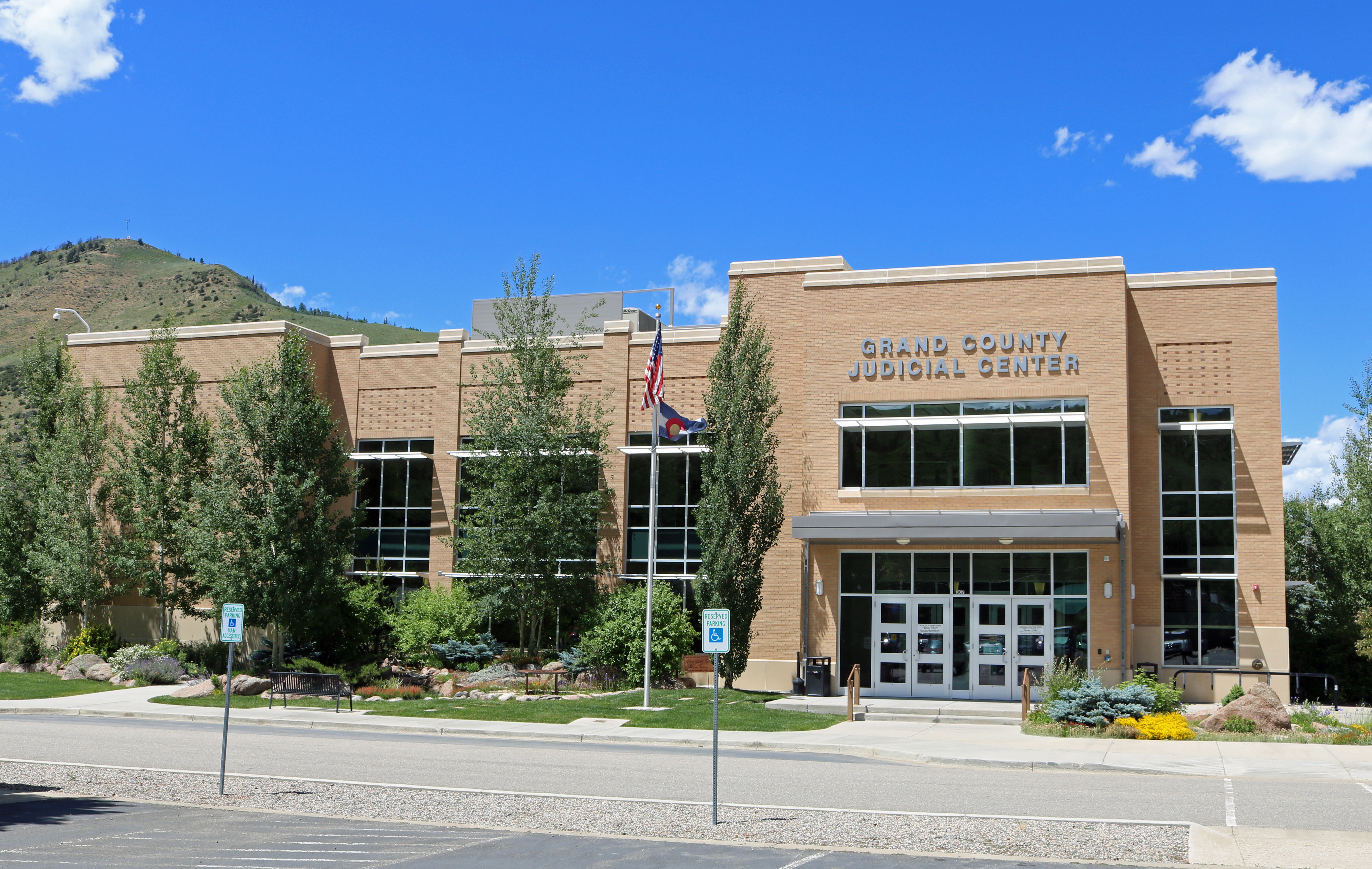
郡裁判所

- ホットサルファースプリングス（郡庁所在地）
- フレーザー
- グランドレイク
- クレムリン
- ラディウム
- タバナッシュ
- ウィンターパーク

## 国立公園

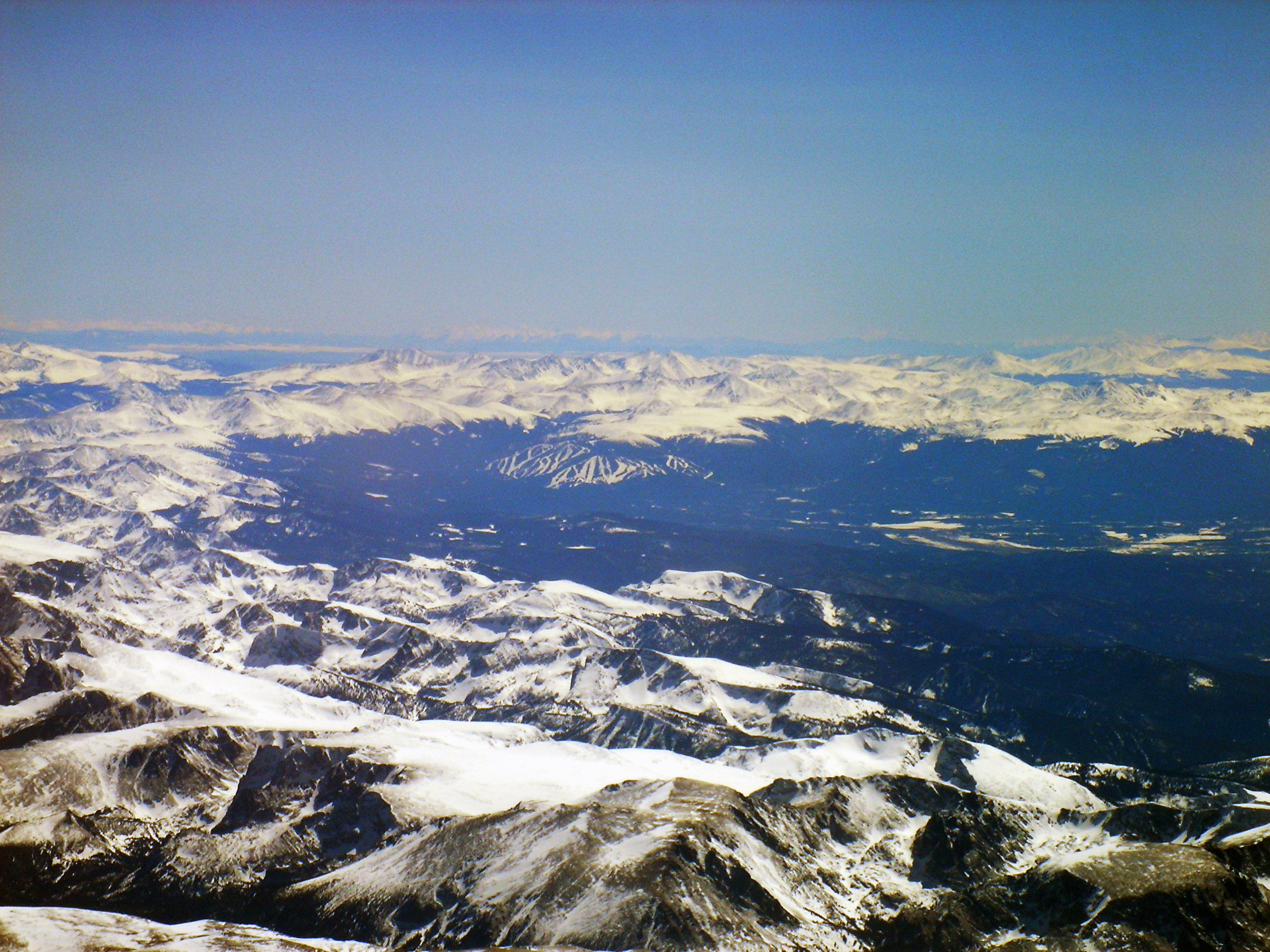
グランド郡東部のフレーザー・バレー

- ロッキーマウンテン国立公園

## 国立レクリエーション地域
- アラパホ国立レクリエーション地域

## 国有林と原生地
- アラパホ国立の森
- ラウト国立の森
- バイアーズピーク原生地
- インディアンピークス原生地
- ネバーサマー原生地
- プターミガンピーク原生地
- サービスクリーク原生地
- バスケスピーク原生地

## 国立景観道路
- 大陸分水界国立景観トレイル

## 自転車道
- グレートパークス自転車道
- トランスアメリカ・トレイル自転車道

## 景観道路
- コロラド川水源国立景観側道
- トレイルリッジ道路/ビーバーメドウ国立景観側道